# Финч, Рэйчел
Рэ́йчел Финч (англ. Rachel Finch; род. 8 июля 1988, Таунсвилл, штат Квинсленд, Австралия) — участница конкурса Мисс Вселенная Австралия. Она получила на конкурсе Мисс Вселенная 2009 титул 3-й вице-мисс.

## Биография
Рэйчел выиграла конкурс Мисс Вселенная Австралия 22 апреля 2009 года и представляла Австралию на конкурсе Мисс Вселенная 2009, который проходил на Багамских островах 23 августа 2009 года. В течение всего конкурса она проживала в одной комнате вместе с Мисс США Кристен Далтон.
Её победа в конкурсе Мисс Вселенная Австралия оспаривалась, Финч хотели лишить титула. Перед тем как поехать на конкурс «Мисс Вселенная», Финч была атакована крокодилом в Крокодил-парке в городе Дарвин.
Мать Рэйчел родом с Украины, она в 1980-х годах эмигрировала в Австралию.
14 ноября 2009 Финч участвовала в «McHappy Day».

## Телевидение
Рэйчел участвовала в шоу Celebrity MasterChef Australia в 2009 году. Она была полуфиналисткой в Biggest Loser под руководством тренера Мишель Бриджес. Она достигла третьего места.
|  |  |  |
|  |  |  |

## Личная жизнь
С 3 января 2013 года Рэйчел замужем за танцором Майклом Мицинером (Michael Miziner), с которым она встречалась 5 лет до их свадьбы. У супругов есть дочь Вайолет Рэйчел (Violet Rachael), родившаяся в конце сентября 2013 года.